# Plélan-le-Petit
Plélan-le-Petit (bretonsko Plelann-Vihan) je naselje in občina v francoskem departmaju Côtes-d'Armor regije Bretanje. Leta 2006 je naselje imelo 1.609 prebivalcev.

## Geografija
Kraj leži v pokrajini Bretaniji ob reki Montafilan, 14 km zahodno od Dinana.

## Uprava
Plélan-le-Petit je sedež istoimenskega kantona, v katerega so poleg njegove vključene še občine La Landec, Languédias, Plorec-sur-Arguenon, Saint-Maudez, Saint-Méloir-des-Bois, Saint-Michel-de-Plélan, Trébédan in Vildé-Guingalan s 4.736 prebivalci.
Kanton Plélan-le-Petit je sestavni del okrožja Dinan.

## Zanimivosti
- cerkev sv. Petra v verigah, zgrajena v letih 1876-78,
- kostnica iz 17. stoletja.